# Adam Kogut
 Adam Władysław Kogut  (* 4. Januar 1895 in Krakau; † 16. April 1940 bei Katyn) war ein polnischer Fußballspieler. 1940 wurde er Opfer des von der sowjetischen Geheimpolizei NKWD an polnischen Offizieren begangenen Massakers von Katyn.

## Leben
Kogut wurde als Bürger Österreich-Ungarns geboren, seine Eltern waren Polen. Zu Beginn des Ersten Weltkriegs schloss er sich den polnischen Legionen an, die unter österreichischem Oberbefehl gegen die Truppen des russischen Zaren Nikolaus II. kämpften.
Er gehörte zu den polnischen Verbänden, die im Sommer 1917 der deutschen Heeresleitung unterstellt werden sollten, aber den Treueid auf Kaiser Wilhelm II. verweigerten und deshalb aufgelöst wurden. Der Führer der Legionen, Józef Piłsudski, der in Magdeburg interniert wurde, strebte nämlich die Wiedergeburt des polnischen Staates an und war daher an einer Niederlage der Deutschen gegen die Alliierten interessiert.
Kogut wurde nach Auflösung der Legionen zum österreichischen Heer einberufen. 1918 nahmen ihn in Galizien ukrainische Verbände gefangen, die ebenfalls für einen unabhängigen Staat kämpften. Erst nach dem Sieg der Ende 1918 neu aufgestellten polnischen Armee in den Kämpfen gegen die Ukrainer kam er im Frühjahr 1919 frei. Er trat in die neue polnische Armee ein und wurde Berufssoldat. Später wurde er nach Przemyśl und Warschau versetzt. Er qualifizierte sich für die Offizierslaufbahn, zusätzlich schloss er im Fernstudium ein Lehrerseminar ab.
Schlagzeilen machte Kogut, als er 1930 wegen versuchten Totschlags in der Provinzstadt Radom vor Gericht stand. Der Lokalpresse zufolge hatte er zwei Schüsse auf einen Kaffeehausbesucher abgegeben, der ihn und andere Gäste belästigt hatte, und ihn schwer verletzt. Das Gericht sprach ihn frei, er habe „in Notwehr und zur Verteidigung seiner Offiziersehre“ gehandelt.
Zu Beginn des Zweiten Weltkriegs diente Kogut im Range eines Hauptmanns in einer Panzerbrigade. In der zweiten Septemberhälfte 1939, nach dem Einmarsch der Roten Arme in Ostpolen, geriet er in sowjetische Kriegsgefangenschaft; er wurde zum Sonderlager Koselsk im russischen Bezirk Kaluga deportiert. Er gehörte zu den polnischen Offizieren, die im April 1940 in einen rund 300 Kilometer weiter westlich gelegenen Wald unweit des Dorfes Katyn gebracht und dort erschossen wurden. Seine sterblichen Überreste wurden von polnischen Pathologen, die im Frühjahr 1943 nach der Entdeckung der Massengräber unter deutscher Aufsicht Exhumierungen vornahmen, anhand seiner Erkennungsmarke identifiziert. Auf der vom Auswärtigen Amt verbreiteten Namensliste der Opfer von Katyn findet er sich unter der Nummer 809.
2007 beförderte Staatspräsident Lech Kaczyński alle in Katyn ermordeten Offiziere postum um einen Dienstgrad, Kogut wurde somit der Rang eines Majors zugestanden.

## Sportliche Karriere
Als Jugendlicher lief Kogut nacheinander für drei Krakauer Clubs auf. Als 18-Jähriger trat er Cracovia bei, dem Sportverein des liberalen Bürgertums. Von dort wechselte er nach vier Jahren zum Lokalrivalen Wisła Krakau, dem Verein der Nationalpatrioten, der keine jüdischen Mitglieder akzeptierte, um nach nur einer Saison 1919 wieder zu Cracovia zurückzukehren. In den folgenden vier Jahren erzielte der 1,63 Meter große Stürmer in 73 Partien für Cracovia 75 Treffer.
Er war bekannt für seine Temperamentsausbrüche, wiederholt wurde er vom Platz gestellt und mit Sperren belegt. So wurde er im Dezember 1922 wegen „unsportlichen Verhaltens“ und „Schiedsrichterbeleidigung“ für ein volles Jahr gesperrt. Die Strafe wurde später auf sechs Monate reduziert.
Am 30. Mai 1922 stand er in der polnischen Nationalelf, die in Stockholm gegen Schweden mit 2:1 gewann. Es war der allererste Sieg der Polen. Es blieb allerdings Koguts einziger internationaler Einsatz.
Seine Versetzung an andere Standorte der polnischen Streitkräfte zwang ihn zu Vereinswechseln. 1927 trat er dem polnischen Vizemeister Polonia Warschau bei. Zwar kam er zu mehreren Einsätzen, konnte sich dort aber nicht durchsetzen, so dass er nach einer Saison vom Spitzenfußball Abschied nahm.